# Albert Chaminade
Pour les articles homonymes, voir Chaminade.
Albert Chaminade, né le 6 juin 1923 à Paris et mort dans cette même ville le 26 juillet 2010, est un peintre français appartenant à l'École de Paris.

## Biographie
Albert Chaminade naît le 6 juin 1923 à Paris,,.
À partir de 1941 il suit des études à l'École supérieure des arts et industries graphiques Estienne. Il est de 1955 à 1970 professeur d'enseignement artistique à l'École alsacienne puis de 1967 à 1972 à l'École Estienne et nommé en 1975 inspecteur principal de l'enseignement artistique jusqu'en 1986. À partir de 1958 il dirige durant dix ans avec Michel Carrade une expérience pédagogique à l'École alsacienne et est l'un des organisateurs en 1968 de l'exposition Du Jeu au signe (l'expression plastique de l'école alsacienne) au Musée d'Art Moderne de la Ville de Paris .
Albert Chaminade participe en 1949 à une exposition collective à la galerie Jeanne Castel. La galerie Arnaud présente sa première exposition particulière en 1955. À partir de 1957 Chaminade participe au Salon des réalités nouvelles et à partir de 1960 au Salon Comparaisons. En 1958 et 1962 il expose à la galerie La Roue de Guy Resse. En 1961, 1962 et 1963 il participe aux premières manifestations de Ligne 4 - Paris (Roger van Gindertael) et à des expositions collectives, notamment avec Benanteur, Bouqueton, Michel Humair, Maria Manton et Pelayo. En 1964, il figure parmi les 35 peintres présentés par Henry Galy-Carles et Jean-Jacques Lévêque dans l'exposition Pour une nouvelle conception du paysage à la galerie l'Atelier à Toulouse aux côtés de Bouqueton, Corneille, Olivier Debré, Roger Eskenazi, James Guitet, Le Moal, Ubac et Vulliamy.
Albert Chaminade était marié à Émilia Faure, également peintre.

## L'œuvre
Entre abstraction lyrique, tachisme, paysagisme abstrait et nuagisme, chez Albert Chaminade le geste et la vitesse d’exécution sont des composantes essentielles d'une œuvre tout en nuances dont émane essentiellement un sentiment paisible.
« La peinture de Chaminade bruisse de tous les tumultes de la nature. Elle inscrit le geste qui arrête le signe. Elle enracine notre regard par une reconnaissance mutuelle du monde visible mû en un monde de pulsions graphiques d’où surgissent les grandes formes impalpables et l’effusion lumineuse arrachées au vide environnant. (...) Il n’y a nulle rupture entre ses premières peintures d’une texture franche, maçonnées par touches juxtaposées à partir d’une palette sombre où dominent les bleus-noirs, les terres sombres et clairs, qui ira en s’éclaircissant, et l’émergence des signes », écrit Lydia Harambourg. Après 1975, « une prédominance du blanc s’accompagne d’une décantation, progressive de la matière (...) Chaminade peint ce qu’il appelle des « nappes matière lumière ». De larges bandes faiblement colorées - ocres, bruns, bleus, gris - à fleur de toile, expriment sa « tentation du vide ». ».

## Expositions personnelles
- 1955 : Galerie Arnaud, Paris
- 1958 : Galerie La Roue (Guy Resse), Paris
- 1960 : Galerie Numaga, Neuchâtel (Suisse)
- 1962 : Galerie La Roue, Paris
- 1963 : Galerie Numaga, Neuchatel
- 1964 : Villages et suite sylvestre, Galerie Riquelme, Paris
- 1966 : Galerie Numaga, Neuchatel
- 1968 : Les Signes de l'Air, Galerie Riquelme, Paris
- 1970 : Galerie At home, Toulouse
- 1973 : Galerie de l'Université, Paris
- 1975 : Galerie Protée, Toulouse
- 1979 : Galerie de l'Université Paris
- 1980 : Aquarelles, Galerie Jacques Massol, Paris
- 1983 : Galerie Jacques Massol, Paris
- 1985 : A.D.C.A., Longjumeau
- 1988 : Galerie Bernard-Davignon, Paris
- 1989 : Musée de Coutances (rétrospective);  Les Signes de l'Air - version IV, Galerie Bernard-Davignon, Paris; A.D.C.A (aquarelles)
- 1991 : Galerie Bernard-Daviqnon, Paris
- 1993 : Galerie Entre-temps, La Roche-sur-Yon
- 1995 : Espace Aragon, Longjumeau
- 1998 : Espaces discontinus, Galerie de Buci, Paris; Maison des Architectes, Poitiers
- 2001 : Galerie de Buci, Paris
- 2002 : Suite verticale, Galerie de Buci, Paris
- 2003 : Carmel de Tarbes (rétrospective); Galerie l'Art en Stalles Pizac, Bagnères-de-Bigorre; Hôtel Dieu de Tonnerre (rétrospective); Conservatoire des Arts, Montigny-le-Bretonneux
- 2017 : Galerie Sainte-Croix, Poitiers
- 2019 : Galerie Émeric Hahn, Paris

## Œuvres dans les musées et collections publiques
(liste non exhaustive)
- Paris, Bibliothèque nationale de France :
  - 30 estampes.
- Paris, Musée d'Art moderne de Paris :
  - Les Signes de l'air III, aquarelle, 1966, numéro d’inventaire: AMD 656[11].
- Nantes, Musée d'Arts de Nantes :
  - Sans titre, vers 1957, gouache sur papier collé sur papier, 18,9 x 12 cm (hors marge), numéro d'inventaire : Non inventorié (989.3.54.E ?),
  - Sans titre, vers 1958, plume et encres sur papier, 15 x 11,3 cm (hors marge), numéro d'inventaire : Non inventorié (978.7.14.E ?),
  - Sans titre, estampe, s.d., numéro d'inventaire : 978.7.14.E.
- Paris, Centre national des arts plastiques
  - Toits de Conques, s.d., huile sur papier, 46 x 60 cm, numéro d'inventaire : FNAC 28646, en dépôt depuis 1968 au Secrétariat d'État chargé de la jeunesse et des sports, Paris.

## Éléments de bibliographie

### Catalogues
- Chaminade, peintures 1955-1965, texte de Lydia Harambourg, galerie Bernard Davignon, Paris, 29 septembre – 29 octobre 1988.
- Albert Chaminade, rétrospective, texte de Lydia Harambourg, Tonnerre, Hôtel-Dieu, 2003.
- Atelier Albert Chaminade, texte de Lydia Harambourg, Paris, Ader-Nordmann, 2018, 68 p. (vente aux enchères, 2 mars 2018).

### Articles
- Gérard Sourd, Albert Chaminade, dans Nouvelles de l'estampe, n° 182 (mai-juillet 2002), p. 58-62.

### Ouvrages généraux
- Lydia Harambourg, L'Ecole de Paris, 1945-1965 : dictionnaire des peintres, Neuchâtel, Ides & Calendes, 1993 (réimpr. 2010), 525 p. (ISBN 2-8258-0048-1 et 978-2-8258-0241-0), p. 97-98: reproduction : Les Signes de l'air,1963.